# Fédération estonienne de football
La Fédération estonienne de football (Eesti Jalgpalli Liit (ekk)) est une association regroupant les clubs de football d'Estonie et organisant les compétitions nationales et les matchs internationaux de la sélection d'Estonie.

Ancien logo.

La fédération nationale d'Estonie est fondée en 1921. Elle est affiliée à la FIFA entre 1923 et 1940. Elle retrouve son siège à la FIFA en 1992 et est membre de l'UEFA depuis 1992 également.